# Club Atlético San Telmo
El Club Atlético San Telmo es un club deportivo argentino fundado el 5 de marzo de 1904 en la Ciudad de Buenos Aires. En la actualidad, este club tiene su sede social y su asentamiento legal en la calle Perú 1362, en la Ciudad Autónoma de Buenos Aires. Su estadio de fútbol principal se encuentra a 4,7 km de ahí, en la localidad de Dock Sud, partido de Avellaneda, en el Gran Buenos Aires. Actualmente participa en la Primera Nacional, la segunda división del fútbol argentino. 
Comenzó formalmente su participación futbolística en 1916, temporada en la que ingresó en la Segunda División de la Asociación Argentina de Football, logrando ascender a la División Intermedia esa misma temporada.
Luego de afincar su estadio en Isla Maciel en 1926, San Telmo continuó compitiendo en la División B de la Asociación Amateurs de Football hasta 1933, cuando debió cesar sus actividades a causa de varios problemas económicos.
Fue refundado el 17 de octubre de 1942, afiliándose al año siguiente a la AFA, en la que obtuvo los títulos de Tercera División en 1949, de Primera División Amateur en 1956 y 1961, además de conseguir el ascenso a Primera División en 1975.
Aunque desde su fundación el fútbol ha sido el principal deporte de la institución, San Telmo desarrolla varias actividades adicionales, entre las que se incluye el baloncesto, el balonmano, el hockey sobre césped y el voleibol.

## Historia

### Orígenes

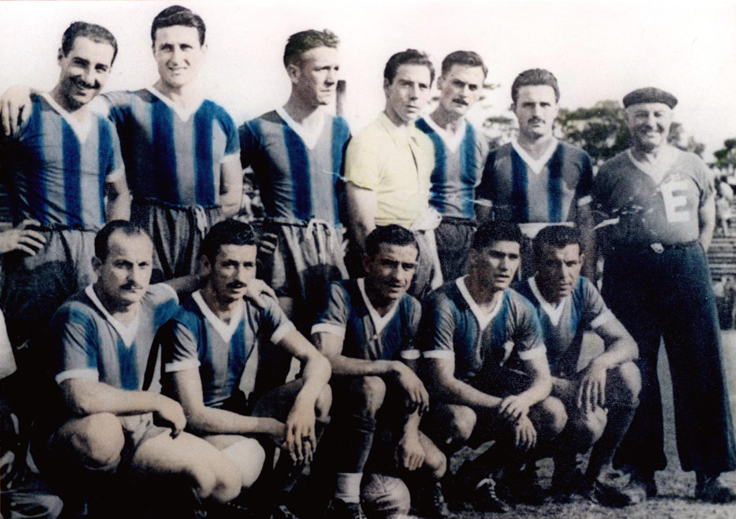
Once candombero que conquistó por primera vez la Primera C en la temporada 1948-49.

El 5 de marzo de 1904, Francisco Pantarotto fundó el San Telmo Football Club en la Ciudad de Buenos Aires. Aquel grupo de amigos que acompañó a Pantarotto (primer presidente), se reunía en una vieja casona de la calle Paseo Colón al 1400, lugar donde funcionó la primera sede. Desde ese entonces y durante los primeros años jugó en distintas canchas ubicadas en la Dársena (hoy Puerto Madero) y el primer estadio propio estuvo ubicado frente al actual edificio del Diario Crónica en Azopardo y Garay. La leyenda de sus colores es bastante particular; el primer juego de camisetas fue azul y blanco, el mismo  se utilizó en el primer partido oficial disputado entre lluvia y barro. Aquellas camisetas destiñeron y el azul cubrió el blanco quedando el tono azul-celeste hasta nuestros días.

### Llegada a la Asociación Argentina
En 1916 se afilia a la Asociación Argentina de Football y compite en Segunda División, torneo que por esos años ya correspondía a la tercera categoría. El equipo aseguró el ascenso al ser el ganador de su zona y disputó la semifinal ante Eureka, al que venció por 2 a 0. Luego disputaría la final ante el tercer equipo de Huracán, donde cayó por 2 a 1.
En 1917 compitió en la Zona B de la División Intermedia, torneo de la segunda categoría, donde finalizó tercero. Con un similar rendimiento, en 1918 finalizó en cuarto lugar.
En medio del cisma del fútbol argentino, en 1919 decidió continuar en la Asociación Argentina, donde disputó la Zona B de la División Intermedia y finalizó en sexto lugar.
En el torneo de 1920, compitió en la Zona Oeste donde finalizó en tercer lugar con 22 puntos.
En el torneo de 1921, volvió a competir en la Zona Oeste pero el torneo fue suspendido tras disputarse algo más de la mitad de los partidos. San Telmo pasaría a competir en la Zona Intermedia, en la que se presenta una gran oportunidad de ascenso al otorgarse 5 ascensos a Primera División, pero el equipo terminaría por un punto de diferencia en sexto lugar.

### Paso a la Asociación Amateurs
En el torneo de 1922 volvió a estar cerca del ascenso, al finalizar en segundo lugar por la Zona Oeste, a solo un punto de All Boys que obtuvo el ascenso directo. Una nueva oportunidad se presentó por medio de un torneo reducido, donde se disputó un cuarto ascenso; sin embargo, tanto San Telmo como Argentino de Quilmes decidieron no presentarse en oposición al criterio impuesto por el Consejo Superior de que solo podían disputarlo jugadores que hubiesen participado en al menos 5 encuentros en la temporada.
Finalmente, el 18 de enero de 1923 se confirmaba la desafiliación por decisión propia del club de la Asociación Argentina para incorporarse a la Asociación Amateurs. El 23 de mayo, el club pasaba a denominarse definitivamente Club Atlético San Telmo con autorización de la AAmF. En el torneo de ese año, se incorpora a la División Intermedia y finaliza tercero en la Zona B, detrás del finalista Talleres y de su escolta Honor y Patria.

### El apogeoamateur
En el torneo de 1924 vuelve a competir en la Zona B, donde disputó por un lugar en la final hasta las últimas fechas, lugar que terminaría quedando en manos de Talleres que lo superó por 2 puntos.
Para el torneo de 1925, luego de haberse formado en las inferiores y competir en la reserva, se incorporó al primer equipo Carlos Peucelle, jugador que años después formaría parte de La Máquina. En el torneo, lograría quedarse con el pase a la final al adjudicarse la Zona A luego de sus intentos fallidos pasados. El 22 de noviembre, disputó la final ante Talleres en El Gasómetro, cayendo por 1 a 0.
En el torneo de 1926 volvió a adjudicarse la Zona A, superando por un punto a su escolta Villa Ballester. En esta ocasión, el torneo contó con una semifinal debido a la inédita incorporación de un campeón de una liga regional: la Asociación Amateurs Provincial de Football; donde se realizó un sorteo para determinar al finalista y a los semifinalistas. El 12 de diciembre, San Telmo se enfrentó a Conservación y Tráfico en la cancha de Barracas, donde logró vencer por 2 a 0 con goles de Vecchia. El 26 de diciembre, se enfrentó a Honor y Patria en cancha de Racing, donde igualó por 1 a 1 con el tanto de Vecchia que había puesto el triunfo parcial. El 10 de enero de 1927, se disputó el primer desempate en cancha de River, donde igualaron 0 a 0. Finalmente, el 17 de enero se logró definir al campeón una vez más en cancha de River, donde Canadá ponía en ventaja al santo a los 24 minutos del primer tiempo, pero a los 6 minutos del segundo tiempo llegó el empate de González para Honor y Patria, y terminaría de dar vuelta el partido a los 23 minutos. Por un criterio similar al de la AAF, Peucelle no pudo disputar las finales.

#### Cambio de campo de juego
Durante el torneo, también se despidió de la cancha de Azopardo y Garay, tras igualar por 0 a 0 ante Villa Ballester el 17 de octubre, luego de que los hijos de la dueña del terreno recientemente fallecida decidieran desalojarlos. Ostentando 600 socios más que River Plate y Boca Juniors y con formida afluencia en Barracas, La Boca y Montserrat, San Telmo tuvo que abandonar sus tierras porque no había documentación que le dijera que eran suyas. Tras esto, se afincó en la famosa Isla Maciel, en la cancha del Club Sportivo Buenos Aires.

### Descenso y ascenso administrativo
Mientras el equipo disputaba las finales del campeonato de 1926, la Asociación Amateurs se fusionaba con la Asociación Argentina, dando origen a la Asociación Amateurs Argentina de Football. Debido a esto, se virtualizaba la disputa entre San Telmo y Honor y Patria por el ascenso a Primera División, debido a los cambios que podían sufrir las divisiones. Finalmente, la AAAF dividió a la Primera División, y dio origen a la Primera División – Sección B, lo que significó el descenso de la División Intermedia y, por ende, de San Telmo a la tercera categoría.
Para la temporada de 1927 hubo varios cambios. El torneo, ahora de tercer nivel, incorporó más participantes; por lo que, además de degradar su nivel, contrajo un cambio de formato y pasó a ser disputado en 6 zonas donde los 6 ganadores disputarían el ascenso. El equipo tuvo un buen comienzo a pesar de las bajas, como la salida de Peucelle; pero luego de la fecha 7, debido al estado del campo de juego, fue sancionado y se le dieron por perdido los restantes partidos, finalizando con solo 10 puntos y en sexto lugar en la Zona A Sur.
A pesar de la sanción, el 21 de julio mientras transcurría el torneo, el Consejo Directivo resolvió la promoción a Primera División B del club junto a Gutenberg para 1928, decisión que fue convenida en la Asamblea Extraordinaria del 17 de mayo y por el mismo Consejo el 30 de marzo ppdo.
En la Primera División B de 1928, el equipo tuvo un prometedor rendimiento, peleando por los primeros puestos hasta mediados de la segunda rueda. Sin embargo, los incidentes ocurridos en el partido ante All Boys, tuvo como consecuencia la sanción al equipo con la pérdida de los 6 partidos restantes del torneo, lo que lo hizo finalizar en sexto lugar.

### El declive
En el torneo de 1929, el rendimiento del equipo cayó radicalmente luego de la primera fecha, donde obtuvo su único triunfo ante Boca Alumni, finalizando último en lo que fue su peor campaña en el amateurismo. Durante el torneo, inauguró su actual estadio en el empate por 3 a 3 con Alvear.
En el torneo de 1930, el equipo tuvo una leve mejoría finalizando con 14 puntos, superando a Sportsman, Porteño, Progresista y Del Plata. A pesar del flojo torneo, con la venta de Esponda el club adquirió un alambrado para el estadio.

#### Debut en la Copa Jockey Club
En el torneo de 1931, el equipo tuvo un similar rendimiento al torneo anterior finalizando con 10 puntos, logrando mantener la categoría tras el retorno de los descensos.
Mientras se disputaba el torneo, hizo su debut en la Copa de Competencia Jockey Club, copa de competencia de la Primera División. El 31 de mayo, hizo su debut ante El Porvenir en cancha de Dock Sud, igualando 0 a 0. El 7 de junio en cancha de El Porvenir, consiguió su primer triunfo por 2 a 1 ante Gimnasia y Esgrima de Lanús. Su única derrota fue ante Banfield por 4 a 1 lo condicionó de continuar en competencia. Finalmente, el taladro terminaría ganando la zona y avanzando de fase al superarlo por un punto.

### La desafiliación
El equipo tuvo una leve mejoria para el torneo de 1932, que contó con muchos equipos diezmados por la ruptura ocurrida el año anterior que dio inicio al profesionalismo, al punto que dos equipos se desafiliaron durante el transcurso y varios partidos de las últimas fechas no se disputaron. Finalizó el torneo el 13 de noviembre venciendo por 1 a 0 a San Fernando, en lo que fue su último triunfo en el amateurismo. El equipo logró finalizar en mitad de tabla con 21 puntos, con una moderada distancia de los 3 equipos que descendieron.
Finalizada la temporada, la AFAP decidió incrementar la cantidad de equipos participantes de Primera División, por lo que se organizó un torneo especial para marzo de 1933 con todos los participantes del torneo que no hubiesen ascendido, descendido o sido desafiliados, a lo que se le sumó el Club Sportivo Alsina, campeón de la División Intermedia 1932. San Telmo compitió en el Grupo 2, donde cayó derrotado en sus cuatro encuentros. El partido del 2 de abril, donde cayó derrotado ante Alsina por 4 a 0, fue su último partido en la era amateur.
Para la temporada de 1933, la Primera División B y la División Intermedia fueron eliminadas, y algunos de sus equipos fueron incorporados a una reflotada Segunda División. El nuevo torneo dio inicio en mayo, con San Telmo incluido en la Zona C. Por su parte, el club le solicitó a la AFAP ser promovido a Primera División. Tras la negativa de la Asociación, el club se retiró del torneo y se desafilió debido a la crisis económica que venía afrontando desde finales de la pasada década.

### Retorno al fútbol argentino
El 17 de octubre de 1942 se refunda el Club Atlético San Telmo tras permanecer ajeno a toda actividad deportiva por diez años.
El 9 de mayo de 1943, hizo su debut en la Tercera División, cayendo por 3 a 2 ante Central Argentino. Finalizó el torneo con una campaña regular con 17 puntos.
En el torneo de 1944 tuvo una moderada mejoría, finalizando en tercer lugar detrás de Barracas Central y Argentino de Quilmes.
En el torneo de 1945 realizó una buena campaña, finalizando con 28 puntos detrás del campeón Argentino de Quilmes.

### Primer título en elprofesionalismo
En el torneo de 1949, el equipo realizó una muy buena campaña, triunfando en la mayoría de los encuentros y cayendo únicamente ante Acassuso. Finalizó el torneo igualando con Justo José de Urquiza en el primer puesto, por lo que debió disputarse un desempate. El 18 de diciembre se disputó el primer partido en cancha de Atlanta y, con goles de Zaccaro, Barrio y Maceda, triunfó por 3 a 1. El 24 de diciembre se jugó en cancha de Ferro el segundo partido y, tras igualar 0 a 0, se consagró campeón de Tercera División. A pesar de haber logrado el ascenso, una reestructuración iniciada a principio del año que reflotó la Primera División B como segunda categoría, en reemplazo de la Segunda División; concluyó que para 1950, fuera restaurada la Segunda División pero en la tercera categoría, por lo que la Tercera División descendió a la cuarta categoría y San Telmo se mantuvo en la tercera categoría junto a los relegados de la Primera División B.
En la Segunda División 1950 realizó una floja campaña, finalizando con 23 puntos, estando por encima de Excursionistas y Estudiantes.

### El ascenso a Primera B
Entre las flojas campañas en la primera mitad de la década, se destacaron los torneos de 1953 y 1954, donde finalizó en tercer y cuarto lugar, respectivamente.
En el torneo de 1956, el equipo realizó una gran campaña, logrando triunfar en la mayoría de sus encuentros. Finalmente, el 22 de diciembre, tras triunfar por 3 a 1 ante Justo José de Urquiza con gol de Fontana y doblete de Ricagno por la última fecha, San Telmo logró su segundo título en la era profesional y ascendió a Primera División B, tras 24 años de su última participación.
Hizo su debut en la Primera B de 1957 ante Quilmes, cayendo por 2 a 1. Tras perder los 5 primeros encuentros, logró su primer punto ante Nueva Chicago, mientras que logró su primer triunfo a la siguiente ante Colón por 2 a 0. Tras un flojo torneo, en el que se implemetaba por primera vez la tabla de promedios para definir el descenso, logró mantener la categoría en las últimas fechas.

### Primer descenso
En el torneo de 1958 su desempeño no mejoró y, tras perder en la mayoría de los partidos, finalizó último en el torneo con 22 puntos. El 6 de diciembra, cayó por 2 a 1 ante All Boys por la penúltima fecha, siendo condenado al descenso quedando último en la tabla de promedios.
Retornado a Segunda División, tuvo moderadas campañas en los torneos de 1959 y 1960, finalizando en cuarto y octavo lugar, respectivamente.

### Nuevo ascenso a Primera B
En el torneo de 1961 su rendimiendo fue mayor, triunfando en la mayoría de sus encuentros, y logrando abultadas goleadas como el 8 a 0 a Leandro N. Alem y un histórico 11 a 0 a Deportivo Riestra, que fue la mayor goleada del fútbol argentino en su momento. El 2 de diciembre, a falta de 2 fechas, San Telmo venció en visita a un viejo rival, Talleres, por 1 a 0 con gol de Norberto Flores y se consagró campeón.
En su regreso a Primera B, en el torneo de 1962 realizó una floja campaña, donde finalizó con 31 puntos. Por su parte, el triunfo ante Morón en la penúltima fecha le permitió asegurar la permanencia en la tabla de promedios.

### El ascenso a Primera División

#### Intentos fallidos
En el torneo de 1963 realizó una gran campaña, ganando la mayoría de los partidos y disputando el campeonato hasta la última fecha. El triunfo en la última fecha ante Los Andes le permitió forzar un desempate. El 14 de diciembre venció  por 3 a 2 a Unión y la esperanza por lograr el ascenso creció, pero la derrota ante Sarmiento por 2 a 1 el día 21 lo obligaba a ganarle a Ferro. Finalmente, el 28 de diciembre se enfrentaron en El Gasómetro, donde Ferro se quedó con el campeonato venciendo por 3 a 1.
En el torneo de 1964, compitió en la Zona Sur donde no logró avanzar al torneo por el ascenso, y disputó un Torneo de Honor donde finalizó segundo. En los torneos de 1965 y 1966 su desempeño se mantuvo, finalizando en mitad de tabla. A finales de 1966, la AFA fue intervenida y, entre los distintos cambios que hubo, se organizó un Torneo Reducido por un segundo ascenso, donde San Telmo logró llegar hasta semifinales.
En los torneos de 1967 tuvo un flojo rendimiendo, quedando a un punto de clasificar al Torneo Promocional en la Zona A, debiendo disputar el Torneo Reclasificatorio para mantener la categoría. Corriendo el riesgo de descender hasta la última fecha, logró asegurarla venciendo por 5 a 1 a Central Córdoba en Rosario y mantuvo la categoría.
Para el torneo de 1968 cambió el formato, jugandose un torneo entre todos en el primer semestre a una rueda, donde finalizó en decimoquinto lugar a dos puntos del Promocional. Durante el Reclasificatorio estuvo en zona de descenso, logrando salir ganando los últimos cinco partidos, y cerrando la salvación al vencer por 1 a 0 a Sarmiento.
Para el torneo de 1969, el formato volvió a modificarse, incluyéndose una fase adicional. En el torneo regular de una rueda, el equipo tuvo un gran rendimiento, y faltando una fecha venció por 3 a 1 a Estudiantes y se adjudicó el torneo. Sin embargo, lo que hubiese sido su primer título en la división, no se consideró como tal por la AFA. Aun así, se clasificó a la Zona Campeonato, donde se disputó el título de campeón con Ferro hasta la última fecha, donde cayó por 3 a 1 ante Español. Aún con el subcampeonato, se clasificó al Torneo Reclasificatorio por una plaza en Primera División. El 13 de diciembre, lo vencer sorpresivamente a Banfield por 2 a 0 en El Cilindro, acrecentando la esperanza por el ansiado ascenso. Sin embargo, el 18, volvió a caer ante el campeón de la B en El Gasómetro por 3 a 2, y lo obligaba a ganar el último partido para mantener la esperanza. Finalmente, el 22 de diciembre enfrentó en cancha de Atlanta a Morón, que ya no tenía chances: un gol en contra ponía rápidamente en ventaja breve a San Telmo ante el rápido empate del gallo, las esperanzas del equipo continuaron hasta el último minuto, cuando el gol de Morón puso fin al sueño de ascenso.

#### El ascenso
Durante la primera parte de la década, ya con un formato más regular en la Primera B, el equipo tuvo variados rendimientos, destacándose un tercer lugar en el torneo de 1971. A partir de 1974, volvió a ponerse en juego un segundo ascenso, como había ocurrido, tras la promoción de Newell's en 1963, en los torneos de 1964, 1965 y ocasionalmente en 1966.
En el torneo de 1975, realiza una gran campaña, venciendo en la mitad de los encuentros, logrando nuevamente el subcampeonato, a la postre de Quilmes que había logrado el campeonato unas fechas antes. Aun así, el equipo se clasificó al torneo hexagonal en la disputa por el segundo ascenso, donde inició con empate pero terminó venciendo en los demás encuentros. Llegó a la última fecha liderando el hexagonal y dependiendo de sí mismo para ascender. El 20 de diciembre, se enfrentó a Platense en cancha de Huracán ante más de 10 mil espectadores y, con goles de Rilo y Lichene, venció por 2 a 0 y se adjudicó el Hexagonal, ascendiendo por primera vez en su historia a Primera División.

### Debut en Primera División
El 15 de febrero de 1976, hizo su debut en la máxima categoría en su visita a Colón. A los 27 minutos del segundo tiempo llegó el primer gol de San Telmo en la categoría y el único del partido, anotado por Coronel de penal, y se convirtió en su primer triunfo en Primera División. A pesar del buen comienzo, la derrota llegaría solo 3 días después de local ante un viejo rival: Ferro, y los malos resultados empezarían a acumularse.
El 14 de marzo, enfrentó por primera vez a uno de los cinco grandes, al Club Atlético Independiente, cayendo por 3 a 0 en el Doble Visera. Una semana después, le tocó visitar a otro grande, al Club Atlético Boca Juniors, donde comenzó perdiendo por un gol de penal, pero lograría un rápido y sorpresivo empate de la mano de Coronel a los 22 minutos, pero finalmente terminaría cayendo por 2 a 1. El 15 de mayo tuvo su revancha ante Independiente, recibiéndolo en cancha de Huracán, donde terminaría perdiendo por 1 a 0.

#### Histórico triunfo
El 25 de mayo de 1976 pasaría a la historia del club. Aquel día tuvo su revancha ante Boca Juniors, el cual venía moderadamente cómodo en el torneo, mientras que San Telmo necesitaba sumar para salir de la zona baja. El xeneize comenzó ganando con el gol de Veglio a los 16 minutos y se fue al descanso ganando. En el segundo tiempo, llegó el empate a los 22 minutos de la mano de Camejo, a los 39 minutos logra dar vuelta el marcador Coronel, y a los 43 minutos Pisapia marca el 3 a 1 definitivo.

#### Polémica derrota ante Huracán
El 30 de mayo, luego del triunfo ante Boca, volvió a enfrentarse a Huracán, con quien había perdido por 1 a 0 en la primera rueda y que iba liderando la Zona A. Con la necesidad de sumar para salir de la parte baja de la zona, San Telmo comenzó ganando para sorpresa con el gol de Camejo a los 4 minutos. Sin embargo, las polémicas comenzarían a aparecer a los 26 minutos, cuando el árbitro Claudio Busca cobra un polémico penal para Huracán, por falta de Regueira sobre Houseman, y Minutti es expulsado por protestar; finalmente, Leone fallaría el penal. Con 10 jugadores, San Telmo vuelve a sufrir una baja en el inicio del segundo tiempo, con la expulsión de Coronel. Dos nueva expulsiones deja con 7 jugadores a San Telmo, en esta ocasión los sancionados fueron el autor del gol por demora a los 34 minutos y Sarmiento por protestar al minuto. A pesar del equipo diezmado, el equipo continuó manteniendo la ventaja hasta los 39 minutos, cuando Busca sanciona un nuevo penal para Huracán y expulsa a Cloquell. Leones vuelve a ejecutar el penal y Wenner logra desviarlo al córner, pero finalmente llega el empate de Sánchez para el globo. Faltando dos minutos para el final, el arquero es expulsado por demora al ir a buscar el balón, y el arco es ocupado por Pisapia. Con solo 5 jugadores, San Telmo resistió hasta los 3 minutos adicionales, cuando Rico anotó el 2 a 1 definitivo. Con este polémico resultado, San Telmo quedaba prácticamente condenado a disputar el torneo por el descenso. Por su parte, el árbitro terminó siendo sancionado y suspendido por varias fechas.

#### El descenso
A pesar de la polémica derrota ante Huracán, San Telmo fue relegado al torneo por el descenso debido a los malos resultados conseguidos a lo largo del torneo, descenso que fue restaurado después de varios años suprimido.
El 14 de junio inició su participación en el Torneo por el descenso enfrentando nuevamente a un grande del fútbol argentino, a Racing Club, que se encontraba en declive por esos años previos a sus fatídicos años '80. El partido disputado en cancha de Vélez, arrancó con un rápido gol de Scotta para la academia, pero Camejo lograría anotar el empate a los 20 minutos. En el segundo tiempo, a los 18 minutos, el árbitro sancionó penal para Racing, lo que permitió volver a ponerse en ventaja; pero a los 27 minutos, un nuevo penal le dio la oportunidad a San Telmo de igualar nuevamente el partido, pero el arquero Leone logró impedir el gol de Coronel, sellandose el triunfo por 2 a 1 del club de Avellaneda.
En el resto del torneo continuarían los malos resultados, lo que lo mantendrían cerca del descenso hasta las últimas fechas. Gracias al triunfo sobre Ferro por 2 a 1, logró llegar a la penúltima fecha con posibilidades de salvarse, donde enfrentó a Temperley y, tras ir ganando por 1 a 0 con gol de Coronel, terminó empatando a falta de 4 minutos para el final; en esa misma fecha, Racing conseguiría asegurar agónicamente la permanencia. Finalmente, el 8 de agosto enfrentó a Vélez por la última fecha, obligado a ganar y esperar una derrota de All Boys para forzar un desempate. En el partido disputado en cancha de Banfield, los goles de la salvación llegaron a los 42 minutos del primer tiempo de la mano de Esposito y a los 8 minutos del segundo tiempo de Coronel; Vélez, que jugaba con 10 desde los 15 minutos del segundo tiempo no lograría revertir el resultado. A pesar del agónico triunfo, el empate de All Boys por 2 a 2 con Argentinos Juniors, en un encuentro polémico donde los aficionados del bicho le gritaban a su arquero por no impedir los goles del equipo de Floresta, San Telmo terminó descendiendo a Primera B.

#### Campeonato Nacional
A pesar del descenso, el equipo continuó compitiendo en Primera División en lo que restaba del año, en el Campeonato Nacional.
El 12 de septiembre inició su participación en la Zona B, cayendo por 2 a 0 ante Atlanta. El día 19, se enfrenta con otro grande del fútbol argentino, el Club Atlético River Plate en El Monumental, cayendo por 7 a 1, y Pisapia marcaría de penal el único tanto de la visita. El 29 de septiembre enfrentaría por primera vez a un equipo del interior, recibiendo a San Martín de Tucumán y venciéndolo por 1 a 0 en su último triunfo en Primera División. El 3 de octubre visita a Racing en El Cilindro, logrando un histórico empate por 1 a 1 con gol de Pisapia de penal en su último punto conseguido. El resto del torneo perdería sus encuentros, entre las derrotas más duras fueron: el 2 a 0 sufrido de local ante Ledesma de Jujuy, un 5 a 2 de local ante River, un 5 a 1 ante San Martín en Tucumán, el 3 a 2 ante Racing de local; y, el 11 de diciembre en su último partido, se despidió de Primera cayendo en Jujuy por un abrumador 5 a 1 ante Ledesma.

### Retorno al ascenso
Luego llegaron los descensos para permanecer durante 18 años en la C, hasta que en 1996 se volvió a la B. El 29 de abril de 2013 descendió a la Primera C tras perder con Almagro por 2 a 0. Luego del frustrado ascenso en 2014, en 2015 se corona campeón para asegurarse un lugar en la B.

### Actualidad
En 2016 enfrentó a Independiente por la Copa Argentina por los 32avos de final. El resultado favoreció 2-1 al Rojo.
El 4 de febrero de 2021 ascendió a la Primera Nacional enfrentando a Deportivo Madryn en la final por el tercer ascenso, el partido terminó 0-0 y ganó 3-1 en la definición por penales.
En la Primera Nacional 2023, el equipo tuvo un flojo rendimiento en la Zona A, teniendo que pelear por evitar el descenso hasta las últimas fechas. Finalmente, tras un agónico triunfo sobre Morón en la última fecha logró evitar el descenso pero finalizó penúltimo por diferencia de gol, por lo que debía disputar el partido por el tercer descenso. A pesar de que estaba programado que enfrente el 2 de diciembre a Tristán Suárez para definir el tercer descenso; el 23 de octubre, la AFA resolvió la anulación del descenso, lo que le permitió mantener la categoría.
En la Primera Nacional 2024, tuvo un prometedor inicio y actualmente se encuentra liderando la Zona B, a pesar de que tiene un partido pendiente ante Aldosivi y que sufrió la quita de 3 puntos por incidentes en la previa del mencionado encuentro.

## Clásicos y rivalidades

### Clásico darsenero
El clásico entre Club Atlético San Telmo y Dock Sud (Candomberos e Inundados) es uno de los más tradicionales del fútbol de ascenso en la República Argentina. San Telmo fundado unos años antes que su rival de toda la vida, se afincó a partir de 1929 en la Isla Maciel y a partir de ahí, la rivalidad por la cercana vecindad, se agigantó.
El primer encuentro jugado entre ambos, fue un año antes, más precisamente el 6/5/28 en cancha de Dock Sud, siendo favorable el resultado para estos por 2 a 0, en la revancha, unos meses después, en Aristóbulo del Valle y Gaboto, donde en ese tiempo el Santo (así se lo denominaba a San Telmo) hizo las veces de local al perder su estadio de Azopardo y Garay en 1926, lo venció por 3 a 2, con dos goles de Francisco Sponda y De Mare el restante, siendo esta la única victoria de San Telmo ante el Docke en el amateurismo.
-En el profesionalismo, donde San Telmo comenzó a participar recién en 1943, se vieron las caras por primera vez en 1957, un 22 de junio, en que San Telmo recientemente ascendido a la "B", lo goleara en cancha de su vecino por 4 a 1 con goles de Irigoyen en tres oportunidades y Strah la restante.
Una singular paridad surgió en esta nueva etapa del fútbol, en el amateurismo, el Docke, fue el que estuvo arriba en el historial, en el profesionalismo se registra una mayor paridad, con 16 triunfos para Dock Sud, 15 para San Telmo y 30 empates. El 4/8/90, fue la fecha de la última visita del Docke a la Isla, ese día igualaron en un tanto por bando, goles de Silvio Duarte para el Docke y Martin (Lute) Castiñeira para el candombero de ahí en más, San Telmo tuvo que apelar a otros escenarios para recibirlo, porque así lo determinaron los organismos de seguridad, hasta el 29/4/2014 fecha en que se volvió a jugar el clásico en la Isla Maciel que terminó igualado en cero.
Catorce años estuvieron sin enfrentarse entre ambos, el último partido antes de este prolongado lapso, se llevó a cabo en El Porvenir el 25/4/99, donde San Telmo con gol de Facundo Trigueros se impuso por 1 a 0, esa temporada el Docke descendió de la Primera B Metropolitana a la Primera C y no se volvieron a enfrentar hasta mucho tiempo después.
Volvieron a cruzarse tras el descenso de San Telmo a la Primera C luego de 14 años, en noviembre de 2013 en un partido en el que empataron 1 a 1 con goles de Perassi para el candombero y Rodríguez para Dock Sud, luego de este cotejo jugaron cinco partidos más (siempre en la Primera C) en los cuales se registraron 2 victorias para Dock Sud, 1 para San Telmo y tres empates.

### Clásico contra Barracas Central
Los duelos contra Barracas Central también reúnen condición de clásico, ya que en los inicios del historial ambos clubes eran rivales de barrio cuando el Candombero supo estar en su barrio homónimo. El primer encuentro sucedió hace 106 años, el 20 de julio de 1919, fue empate sin goles en Olavarría y Luna, partido correspondiente al torneo de División Intermedia 1919. Este historial de 75 partidos, también se fue repitiendo en diferentes categorías manteniendo así una vieja rivalidad barrial.
Clásico... lo dijimos más arriba y así lo viven los chicos de Barracas, la proximidad de los barrios le da un condimento especial a los partidos entre ambos, encima los de Olavarría y Luna están entre los cinco clubes que San Telmo más veces enfrentó en inferiores.14 de octubre de 2017, soydetelmo.com.ar (sitio oficial).
Con equipo confirmado Barracas Central recibirá este sábado desde las 15.30 a San Telmo, por la 10ª fecha del torneo de la B metropolitana, en uno de los clásicos de barrio más antiguos del fútbol argentino.29 de septiembre de 2012, barracascentral.com (sitio oficial).

## Presidentes

### Comisión directiva
- Presidente:
  -  Claudio Matles

- Vicepresidentes:
  -  Carlos Fernández Blanco
  -  Sebastián Cisneros

- Secretario:
  -  Franz Thiel

- Prosecretario:
  -  Christian De Colbert

- Tesorero:
  -  Ricardo Morrazzo

- Protesorero:
  -  Raúl Romero

- Secretario de Actas:
  -  Pedro Espelosín

- Vocales titulares:
  -  Darío Rocher
  -  Oscar Vázquez
  -  Silvia Vizzarri
  -  Yamil Lombardi
  -  Gerardo Collia
  -  Pablo Díaz
  -  Mauro Morel
  -  Walter Sánchez

- Vocales suplentes:
  -  Pedro Martín Alonso
  -  Mario Flores
  -  Ariel Moreno
  -  Gabriel Méndez
  -  Eduardo García
  -  Carlos Ríos

- Revisores de cuentas titulares:
  -  Alejandro Szer
  -  Fabián Moyano

- Revisores de cuentas suplentes:
  -  Adrián Bevilacqua
  -  Enrique Castagniaro

- Secretario de Prensa:
  -  Huaman Sosa

### Cronología de los presidentes
- 1904: Juan Francisco Pantarotto
- 1905: Jesús Astoreca
- 1906-1907: Américo Tubio
- 1908-1914: Juan Francisco Pantarotto
- 1915: Melchor Amorós
- 1916-1918: Juan Francisco Pantarotto
- 1919-1920: Francisco Castro Herrera
- 1921-1924: Francisco Speroni
- 1925-1926: José Gatti
- 1927-1955: José Nicolás Perato
- 1956-1957: Francisco Osvaldo Baletto
- 1958-1962: Alberto Iaccarino
- 1963-1964: Eliseo Pedro Amor
- 1964: Oscar Capano (interino)
- 1965-1968: Osvaldo Sella
- 1969-1973: Albino Bemposta
- 1974-1975: Osvaldo Sella
- 1976-1978: Albino Bemposta
- 1978-1981: Armando Forziati
- 1981: Mauricio Catan (interino)
- 1981: Eliseo Pedro Amor (interino)
- 1982-1988: Mario José Goldzen
- 1989-1989: Rubén Ardone
- 1990-1991: Balbino Gerardo Casas
- 1992-1993: Claudio Matles
- 1993-1996: Carlos Sanda
- 1996: Rubén Héctor Fernández
- 1997: Oscar Vázquez
- 1998: Carlos Jones
- 1998-2006: Osvaldo Rafael Bisbal
- 2007-2008: Carlos Fernández Blanco
- 2009-2012: Osvaldo Rafael Bisbal
- 2013-2022: Fernando Leiro
- 2022-: Claudio Matles

## Estadio
El Estadio Dr. Osvaldo Baletto, recinto de propiedad de la institución, está ubicado en la intersección de las calles Vieytes y Las Heras (Dock Sud, Avellaneda). Fue inaugurado el 24 de noviembre de 1929, en los terrenos adquiridos al Sportivo Buenos Aires en 1926, con motivo del encuentro frente al Club Alvear, que finalizó con resultado de 3 a 3. Llegó a poseer una capacidad de 15.000 espectadores controlados, no obstante, a causa principalmente del deterioro de su infraestructura, en la actualidad su capacidad se redujo a aproximadamente 6500 espectadores.
La primera cancha estuvo ubicada en Azopardo y Garay, donde hoy se edita el Diario Crónica, la cual tuvo que dejar en 1926, para en 1929 mudarse a la Isla Maciel, y ante Alvear el 24 de octubre de 1929, jugar su primer partido oficial en la misma. Entre 1957 y 58, se levantaron las amplias tribunas cabeceras de madera con capacidad para 15.000 personas, parte de ellas con la venta a Platense del arquero Schmidt y en 1963, se inauguró el viejo sector de plateas con el nombre del expresidente, Alberto Iaccarino y las cabinas para la prensa.
Totalmente remodelada de cemento se la vio a la platea en 1996 inaugurada en un partido ante la Reserva de Boca y la que a partir de entonces llevaría el nombre del Doctor Carlos Fernández Blanco, expresidente del club. En 1999, se amplió las instalaciones del estadio prolongando la tribuna Fiorino hacia el lado de la platea poniendo a ese nuevo sector el nombre de Carmelo Simone, un viejo y entusiasta socio del club.
Con la colaboración de un grupo de socios, se logró reemplazar los tablones de la tribuna cabecera de madera por los de cemento aunque reduciendo en gran forma la misma  bautizándola con el nombre del expresidente Albino Bemposta, la obra se inauguró el 21 de abril de 2001 en ocasión del partido ante Talleres. La nueva tribuna con una capacidad para 2000 espectadores, medía 55 metros de largo y contaba con 15 escalones de altura, en donde en cada uno de los que componían la misma, estaba inscripto el nombre de quienes adquirieron el bono para su construcción.
El estadio del club fue inhabilitado desde el 11 de febrero de 2006, fecha en la que, en el marco de un encuentro oficial entre San Telmo y Talleres de Remedios de Escalada, este fue clausurado por las autoridades del Comité Provincial de Seguridad Deportiva (COPROSEDE) producto de los incidentes protagonizados por las parcialidades de ambos equipos. Desde entonces, el club ha ejercido como local en estadios pertenecientes a otros clubes de Buenos Aires, tales como Defensores de Belgrano, Comunicaciones, Barracas Central y El Porvenir. La clausura vio su fin el 15 de octubre de 2011, cuando San Telmo pudo disputar un partido oficial contra Almagro en su propia cancha.
En 2015, una de las obras más importantes fue la construcción de la nueva tribuna Las Heras, ahora totalmente de cemento y con capacidad para 3.000 espectadores, la Subcomisión de Trabajo Nueva Tribuna Las Heras con Adrián Bevilacqua y un grupo de socios a la cabeza, conjuntamente con el área de Obras y Planificación del Municipio de Avellaneda, con el Intendendente el Ingeniero Jorge Ferraresi como estandarte, lo hicieron posible, 50 metros, centrada, con 26 escalones de altura cada uno.

## Uniforme
- Uniforme titular: camiseta con bastones verticales azules y celestes, pantalón azul, medias azules.
- Uniforme alternativo: camiseta blanca con franja derecha azul y celeste, pantalón blanco, medias blancas.

|  | Titular | Alternativo |

### Uniformes históricos
|  | 1904 | 1905-presente |

### Indumentaria y patrocinador
| Período       | Patrocinador    |
| ------------- | --------------- |
| 1979-1985     | Texport         |
| 1986-1988     | Nanque          |
| 1988-1990     | Fulvence        |
| 1990-1991     | ED              |
| 1991-1992     | Texport         |
| 1992-1993     | Taiyo           |
| 1993-1994     | Nanque          |
| 1994-1996     | Puma            |
| 1995          | Sportlandia     |
| 1996-2000     | Penalti         |
| 2000-2005     | Dana            |
| 2005-2007     | Kappa           |
| 2008-2013     | Meister         |
| 2013-2014     | Vi Sports       |
| 2014-2018     | Il Ossso Sports |
| 2018-2019     | Sport 2000      |
| 2019-2022     | Angexia         |
| 2023          | Retiel          |
| 2024-Presente | Angexia         |

| Período       | Proveedor                                          |
| ------------- | -------------------------------------------------- |
| 1981-1983     | Supermercado Chuic                                 |
| 1984-1985     | La Plata Sistemas                                  |
| 1986-1987     | Uber SA                                            |
| 1987-1988     | Candilejas                                         |
| 1988-1990     | Fulvence                                           |
| 1990-1991     | Supermercado Mayorista Diarco                      |
| 1991-1992     | Azúcar Blancura                                    |
| 1992-1993     | Taiyo                                              |
| 1993-1994     | FotoPlan                                           |
| 1994-1995     | Dacia                                              |
| 1995          | Sportlandia                                        |
| 1996-2008     | Futura AFJP                                        |
| 2009-2010     | La Nueva Seguros                                   |
| 2011-2012     | Parrilla La Brigada                                |
| 2013-2016     | Liderar Seguros                                    |
| 2016-2017     | Liderar Seguros/Brix 3000                          |
| 2017-2019     | Brix 3000                                          |
| 2019-2020     | Liderar Seguros/Brix 3000                          |
| 2020-2021     | Liderar Seguros/Brix 3000/Polilux                  |
| 2021-2022     | Liderar Seguros/Pro Med Internacional S.A./Polilux |
| 2023-Presente | Bull Market Brokers                                |

## Jugadores

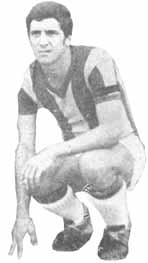
Norberto Monteleone es el goleador histórico de San Telmo con 90 tantos convertidos entre 1964 y 1973.

Desde su afiliación a la AFA en 1943, han sido sobre 960 los futbolistas del Club Atlético San Telmo que han vestido la camiseta del primer equipo. Entre estos, Raúl Omar Saravi es quien jugó el mayor número de partidos con un total de 291 encuentros oficiales entre el 11 de julio de 1970 y el 24 de noviembre de 1979. Junto a Saravi Gustavo Pele Pontelli, con 236 encuentros entre 1993 y 2001, Carlos Camejo, Carmelo Leiva, Gabriel Gandarillas y Marcelo González son los otros cinco futbolistas que lograron superar la barrera de los 200 partidos disputados en la historia del club. Su jugador más reconocido a nivel nacional y mundial es Genaro Alessio, un verdadero crack..
Norberto Monteleone, quien jugó por San Telmo en dos períodos diferentes, 1964-1969 y 1973, es el máximo goleador en la historia de la institución con 90 anotaciones en 196 encuentros disputados. Además de Monteleone, Luis Pozzi y Francisco Ricagno fueron los otros dos futbolistas que consiguieron convertir más de 60 goles jugando por el club, con 87 y 62 tantos respectivamente.
La mayor parte de los planteles de San Telmo han estado compuestos por jugadores de origen argentino. El primer futbolista extranjero en vestir la camiseta del club fue el sudafricano Carlos Chavín, quien integró la plantilla del primer equipo entre 1923 y 1930. Desde entonces han sido 28 los futbolistas nacidos fuera de Argentina en disputar al menos un encuentro por San Telmo, siendo predominantes los de nacionalidad uruguaya, con 5 jugadores, y paraguaya, con 8 jugadores. Entre estos últimos destaca el defensor César Leguizamón, quien con 129 encuentros entre 2001 y 2004 es el futbolista foráneo con más presencias.
Uno de los jugadores más famosos que pasó por la institución fue José Yudica que jugó en instituciones como Newell's Old Boys, Boca Juniors, Vélez Sársfield entre otros, cerró su carrera futbolística en esta institución. Otro de los talentosos jugadores que pasaron por el club fue Oscar Montiel, jugador que estuvo en instituciones como San Lorenzo, Deportivo Laferrere y Talleres de Remedios de Escalada. Otros grandes jugadores que pasaron por el club fueron Facundo Diz (quien también jugó en Banfield y Deportivo Táchira Fútbol Club), el zaguero Sergio Lara, Carlos Peucelle (integrante de La Máquina), Pedro Coronel y el wing derecho Orestes Omar Corbatta, quien, tras sus grandes campañas en Boca Juniors y Racing Club, firmaría para el Club San Telmo en el año 1970.
Grandes figuras pasaron por San Telmo; Carlos Peucelle (integrante de La Máquina), Orestes Corbatta, Pedro Coronel, Norberto Monteleone, entre otros.

### Plantel 2025
- Actualizado el 19 de junio de 2025

- Los equipos argentinos están limitados a tener un cupo máximo de seis jugadores extranjeros, aunque solo cinco podrán firmar la planilla del partido

#### Altas
| Invierno               |                |                           |          |
| Javier Iritier         | Centrocampista | Agente libre              | Libre    |
| Verano                 |                |                           |          |
| Agustín Rufinetti      | Guardameta     | Deportivo Morón           | Préstamo |
| Gonzalo Dell'Aquila    | Defensa        | Ferro                     | Libre    |
| Santiago Fernández     | Defensa        | Banfield                  | Préstamo |
| Santiago Formichelli   | Defensa        | Dock Sud                  | Libre    |
| Federico Peralta       | Defensa        | Ferro de General Pico     | Libre    |
| Gabriel Pusula         | Defensa        | All Boys                  | Libre    |
| Rodrigo Sosa           | Defensa        | San Martín de Formosa     | Libre    |
| Marcos Astina          | Centrocampista | Chacarita Juniors         | Libre    |
| Elías Brítez           | Centrocampista | Aldosivi de Mar del Plata | Préstamo |
| Agustín Maidana        | Centrocampista | Almirante Brown           | Libre    |
| Valentín Matlis        | Centrocampista | UAI Urquiza               | Libre    |
| Nicolás Morro          | Centrocampista | Dock Sud                  | Libre    |
| Joaquín Ochoa Giménez  | Centrocampista | Alvarado de Mar del Plata | Libre    |
| Facundo Tello          | Centrocampista | Deportivo Mandiyú         | Libre    |
| Renzo Uriburu          | Centrocampista | Sportivo Italiano         | Libre    |
| Gonzalo Aquilino       | Delantero      | Defensores de Belgrano    | Préstamo |
| Sebastián Cocimano     | Delantero      | Chacarita Juniors         | Libre    |
| Martiniano Compagnucci | Delantero      | Acción Juvenil            | Libre    |
| Nahuel Curcio          | Delantero      | Colón de Santa Fe         | Préstamo |
| Cristian Núñez         | Delantero      | Huracán                   | Libre    |
| Jerónimo Porto Lapegüe | Delantero      | Deportivo Madryn          | Libre    |
| Francesco Toldo        | Delantero      | Atlético Rafaela          | Préstamo |
| Juan Cruz Zurbriggen   | Delantero      | Colón de Santa Fe         | Préstamo |

Leonel Miranda ARG MED Banfield Libre

#### Bajas
| Invierno               |                |                              |                       |
| Joaquín Ochoa Giménez  | Centrocampista | Real Pilar                   | Rescisión de contrato |
| Verano                 |                |                              |                       |
| Matías Balderrama      | Guardameta     | Chacarita Juniors            | Fin de contrato       |
| Brian Bustos           | Guardameta     | Deportivo Cuenca             | Fin de contrato       |
| Rodrigo Ayala          | Defensa        | Ferro                        | Fin de contrato       |
| Julián Cosi            | Defensa        | Ferro                        | Fin de contrato       |
| Giuliano García        | Defensa        | Agente libre                 | Fin de contrato       |
| Héctor González        | Defensa        | Los Chankas                  | Fin de contrato       |
| Agustín Lamosa         | Defensa        | San Lorenzo de Almagro       | Fin del préstamo      |
| Gianfranco Lillo Herdt | Defensa        | Mitre de Santiago del Estero | Fin de contrato       |
| Franco Quiroz          | Defensa        | San Martín de Tucumán        | Rescisión de contrato |
| Martín Vallejos        | Defensa        | Ferro                        | Fin de contrato       |
| Emiliano Franco        | Centrocampista | Deportivo Morón              | Fin de contrato       |
| Gonzalo Giménez        | Centrocampista | Mitre de Posadas             | Fin de contrato       |
| Rodrigo González       | Centrocampista | Mitre de Santiago del Estero | Rescisión de contrato |
| Aarón Martínez         | Centrocampista | Sportivo Las Parejas         | Fin de contrato       |
| Germán Mayenfisch      | Centrocampista | San Martín de Mendoza        | Fin de contrato       |
| Cristian Medina        | Centrocampista | Argentino de Merlo           | Fin de contrato       |
| Mirko Palazzi          | Centrocampista | Agente libre                 | Fin de contrato       |
| Gabriel Ramírez        | Centrocampista | Ferro                        | Fin de contrato       |
| Diego Samudio          | Centrocampista | Acassuso                     | Fin de contrato       |
| José Barreto           | Delantero      | Colón de Santa Fe            | Fin de contrato       |
| Diego Diellos          | Delantero      | Nacional Potosí              | Fin de contrato       |
| Nicolás Heiz           | Delantero      | Gutiérrez SC                 | Fin de contrato       |
| Jonathan Maza          | Delantero      | Ituzaingó                    | Fin del préstamo      |
| Franco Tisera          | Delantero      | Central Norte de Salta       | Fin de contrato       |

#### Cesiones
| Jugador          | Posición       | Destino                     | Fin del préstamo |
| ---------------- | -------------- | --------------------------- | ---------------- |
| Federico Peralta | Defensa        | Atenas de Río Cuarto        | 31-12-2025       |
| Adrián Fernández | Centrocampista | Racing                      | 31-12-2025       |
| Juan Yangali     | Centrocampista | Gimnasia y Esgrima La Plata | 31-12-2026       |

## Entrenadores
Durante las primeras décadas del Club Atlético San Telmo, al igual que en otros clubes argentinos de la época, no existió formalmente la figura de entrenador o director técnico, siendo habitualmente algún miembro de la dirigencia o un integrante del plantel el encargado de escoger el once inicial, así como el esquema de juego a utilizar.
Con el ingreso de San Telmo a la Primera División de Aficionados, tercera categoría de la AFA, en 1943, el puesto de entrenador adquirió mayor importancia en el club, tendencia que se desarrolló en Argentina con la implementación del profesionalismo en 1931 y que se acentuó en los años 1960 con la reforma en reglamento que permitió realizar cambios durante los partidos. El primer entrenador de San Telmo como club directamente afiliado a la AFA fue Pablo Bartolucci, quien dirigió la institución en la temporada 1943 con un balance de 8 victorias y 9 derrotas en 18 encuentros.
Desde entonces han sido 87 los entrenadores que han ocupado de manera interina o permanente el banquillo del club. Eduardo Janín fue quien dirigió el mayor número de encuentros, con 194 partidos entre 1972 y 1976. Janín fue además el único director técnico en conseguir el ascenso a Primera División con el club. Tras Janín, Claudio Zacarías, Juan Sbarella, Carlos Alberto Pérez, Julio Rodríguez son los entrenadores que acumulan la mayor cantidad de encuentros al mando del San Telmo, todos con más de 100 partidos.
Del total de entrenadores que han dirigido a San Telmo, 21 fueron ex futbolistas del club, entre los que destacan los ya citados Eduardo Janín y Carlos Alberto Pérez, este último campeón en los torneos de 1956 y 1961. Adicionalmente, Joaquín Corvetto y José Vigo, en las décadas de 1950 y 1960 respectivamente, fueron los únicos en dirigir y jugar de forma simultánea.

### Cronología de los entrenadores
| - Pablo Bartolucci (1943). - Juan Sbarella (1944-1949). - Joaquín Corvetto (1950-1955). - Carlos Alberto Pérez (1956-1961). - José Vigo (1962). - Carlos Alberto Pérez (1962). - José Battagliero (1963). - Rodolfo Orlandini (1963). - José Ramos (1963). - José Battagliero (1963). - Mario Evaristo (1963). - Carlos Alberto Pérez (1964). - Antonio Rodríguez (1964). - Julio Rodríguez (1964-1967). - Oscar Garansini (1967). - Felipe Masones (1968). - Juan Malbernat (1968). - Juan Asprela (1968). - Elmer Banki (1968-1969). - Alberto Rastelli (1970). - Domingo Caparelli (1970-1971). - José Vigo (1971). - Eduardo Janín (1972-1976). - Domingo Caparelli (1977-1978). - Horacio Amable Torres (1978). - Luis Tremonti (1978). - Carlos Guillén (1979). - Mario Picirillo (1979). - Edgardo Marchetti (1979-1980). - Jorge Mayo (1980-1981). - Constantino San Marcelino (1981). - Edgardo Marchetti (1981). - Jorge Rilo (1982). - Roberto Minutti (1982). - Eduardo Curia (1982). - Oscar Aldeco (1983). - Osvaldo Crosta (1983). - Jorge Vichera (1983). - José Michea (1984). - Osvaldo Mura (1984). - Jorge Rilo (1984). - Roberto Santiago (1985). - Osvaldo Crosta (1985). - Patricio Lara (1985). - Edgardo Marchetti (1986). - Juan Carlos Piris (1986-1987). | - Pablo Collazo (1987). - Armando Alejos (1987-1988). - Oscar Rocco (1988-1989). - Daniel García (1989). - Carlos Ribeiro (1989-1990). - Eduardo Sánchez (1990). - Juan Deibe - Juan Ávila (1990-1991). - Carlos Ribeiro (1991). - Oscar Otero (1991-1992). - Miguel Lombardi (1992). - Carlos Chiacchio (1992). - Luis Blanco (1992). - José Báez (1992). - Abel Herrera (1993). - Armando Alejos (1993). - Jorge Vendakis (1993). - Jorge Ribolzi (1994). - Eduardo Lendoiro (1994). - Rubén Carrá (1994-1995). - Jorge Ribolzi (1995). - José Báez - Víctor Martínez (1995). - Antonio Aquino (1995-1996). - Héctor Tobio (1996). - Antonio Aquino (1996-1997). - Horacio Vañasco (1997). - Dante Mírcoli (1997-1998). - Francisco Calabrese (1998). - Ricardo Zielinski (1998). - Antonio D'Accorso (1999). - Horacio Vañasco (1999). - Enrique Hrabina (1999). - Claudio Carsi (1999). - Claudio Zacarías (1999-2001). - Juan Sánchez (2001). - Horacio Vañasco - Víctor Martínez (2001). - Juan Sánchez (2001). - Claudio Nigretti (2001). - Claudio Zacarías (2001-2003). - José Serrizuela (2003-2004). - Julián Camino (2004). - Hugo Smaldone (2004). - Claudio Zacarías (2004-2005). - Omar Santorelli (2005). - Jorge Vendakis (2005-2006). - Fabián Desarasqueta (2006). - Miguel Ángel Lemme (2006-2007). | - Sergio Benet (2007-2008). - Gustavo Cisneros (2008). - Claudio Zacarías (2008). - Héctor Balsa (2008). - Rodolfo Della Picca (2008-2009). - Gerardo Reinoso (2009-2010). - Gonzalo González (2010). - Néstor Ferraresi (2011). - Gerardo Reinoso (2011). - Facundo Besada (2011-2012). - Ariel Paolorossi (2012-2013). - Rubén Agüero (2013). - Marcelo Ríos (2013). - Rodolfo Pereira (2013). - Juan Carlos Zerrillo (2013-2014). - Atilio Svampa (2014). - Jorge Franzoni (2014-2017). - Gustavo Noto (2017-2018). - Eduardo Pizzo (2018). - Sergio Arias (2018). - Fabián Lisa (2019). - Pablo Frontini (2020-2021). - Axel Clazón (2022). - Fabián Lisa (2022-2023). - Darío Lema (2023). - José María Bianco (2023). - Alfredo Grelak (2024-). |

## Datos del club

### Trayectoria
Actualizado hasta la temporada 2024 inclusive.
Total de temporadas en AFA: 101.
 Aclaración: Las temporadas no siempre son equivalentes a los años. Se registran cuatro temporadas cortas: 1986, 2014, 2016 y 2020.
- Temporadas en Primera División: 1 (1976)
- Temporadas en Segunda División: 37
  - en Intermedia/Primera B: 15 (1917-1926, 1928-1932)
  - en Primera B: 18 (1957-1958, 1962-1975, 1977-1978)
  - en Primera B Nacional: 4 (2021-2024)
- Temporadas en Tercera División: 50
  - en Segunda División/Intermedia: 2 (1916, 1927)
  - en Primera C: 25 (1943-1956, 1959-1961, 1979-1986)
  - en Primera B Metropolitana: 23 (1996/97-2012/13 y 2016-2020)
- Temporadas en Cuarta División: 13
  - en Primera C: 13 (1986/87-1995/96 y 2013/14-2015)
- Temporadas sin participar: 10 (1933-1942)

#### Total
- Temporadas en 1ª: 1

- Temporadas en 2ª: 37

- Temporadas en 3ª: 50

- Temporadas en 4ª: 13

### Partidos históricos
- En Primera A:
  - 3-1 a Boca Juniors en 1976
- Mayores goleadas conseguidas
  - En Primera B: 7-1 a Sarmiento de Junín en 1965
  - En Primera C: 11-0 a Deportivo Riestra en 1961
  - En Primera C: 6-1 a Sacachispas en 2014

### Participaciones en Copas Nacionales
- Copa Argentina 2016
  - 32° de final en Formosa vs. Independiente 1-2
- Copa Argentina 2020
  - 32° de final en Salta vs. Central Córdoba (SdE) 1-0

### Goleadas
- Mayor goleadas recibidas:
  - En Primera A: 1-7 de River Plate en 1976
  - En Primera B Nacional: 0-6 de Ferro Carril Oeste en 2021
  - En Primera B: 1-5 de Newell's Old Boys en 1962
  - En Primera C: 1-8 de Los Andes en 1943
- Máximo goleador: Norberto Monteleone (90 goles)
- Más partidos disputados: Raúl Omar Saravi (291 partidos)

## Palmarés

### Torneos nacionales
- Primera B (1): Torneo Clasificación 1969
- Primera C (5): 1949, 1956, 1961, Clausura 1994, 2015.
- Segunda de Ascenso (1): 1916

### Otros logros
- Ascenso a Primera División por Torneo Reducido (1): 1975
- Ascenso a Primera B (1): Torneo Reclasificación 1 °C 1995/96
- Ascenso a Primera Nacional por tercer ascenso (1): 2021